# Mū Tōrere

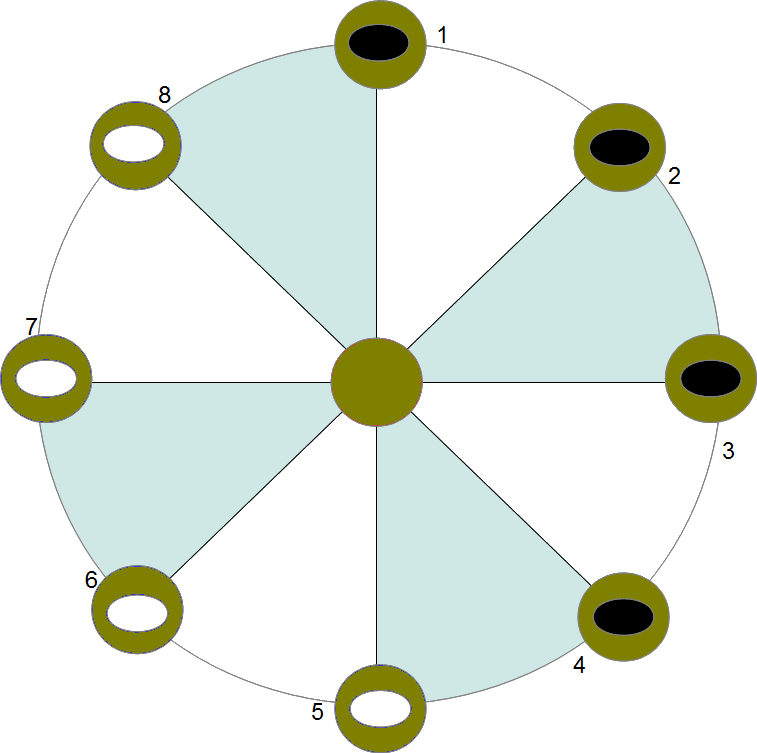
Grundaufstellung
Schwarz könnte mit Stein 1 oder 4, Weiß mit Stein 5 oder 8 beginnen

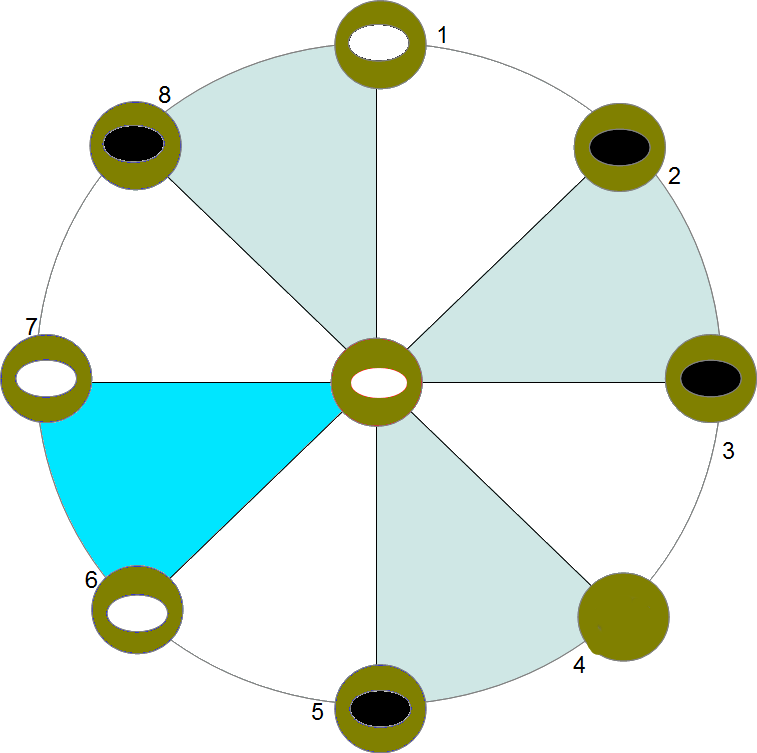
Spielstellung
Schwarz ist am Zug und hat die Möglichkeit mit 5 oder 3 nach 4 zu ziehen. Zieht er mit 5 ist das Spiel verloren, da Weiß mit 6 auf 5 antwortet und dadurch Schwarz blockiert. Die V-Stellung (hier türkis markiert) signalisiert immer Gefahr, ihre Ausdehnung um ein weiteres Feld bei besetzter Mitte bedeutet den Sieg

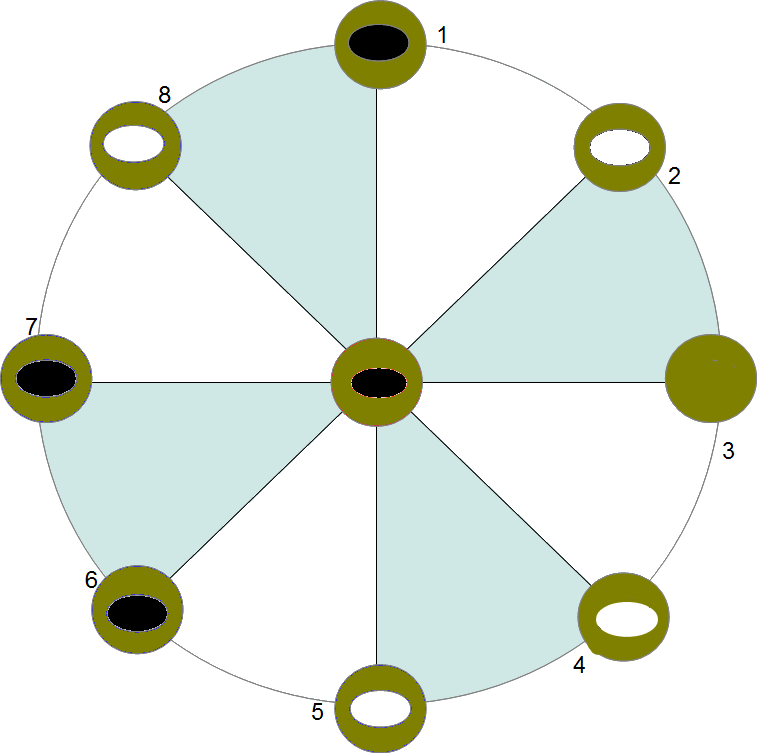
Spielstellung
Weiß ist am Zug und verliert bei einem Zug von 2 auf 3, sofern Schwarz das Zentrum besetzt hält

Mū Tōrere ist ein zufallsfreies, strategisches Brettspiel für zwei Spieler, das ursprünglich im Nordosten der neuseeländischen Nordinsel unter den Māori des Stammes der Ngāti Porou verbreitet war und höchstwahrscheinlich auch von diesen entwickelt wurde. In anderen Gebieten Neuseelands scheint das Spiel nicht bekannt gewesen zu sein. Der Name des Spieles dürfte Tōrere gewesen sein, während mū das Ziehen der Steine bedeutet. Da jedoch mū auch dem von den Europäern mitgebrachten Damespiel als Präfix vorangestellt wurde, wurde auch eine Adaption dieses europäischen Brettspiels diskutiert. Allerdings bestehen zwischen Dame und Mū Tōrere kaum Ähnlichkeiten, sodass ein Ursprung auf Neuseeland oder ein noch früherer auf einer polynesischen Herkunftsinsel anzunehmen ist. Erstmals ausführlich beschrieben wurde das Spiel von Elsdon Best, einem neuseeländischen Ethnographen, der die ersten grundlegenden Studien zur Kultur der Māori veröffentlichte.
Heute ist Mū Tōrere wegen seiner einfachen Grundregeln sowie der leichten Anfertigung des Spielmaterials weltweit verbreitet. Es wird bereits in der Vorschulpädagogik eingesetzt und ist als Applikation für PCs, Smartphones und Tablet PCs verfügbar. 

## Spielaufbau und Spielregeln
Mū Tōrere ist ein einfaches, zufallsfreies Brettspiel. Weder Anziehender noch Nachziehender haben ausschlaggebende Gewinnvorteile, sodass ein fehlerloses Spiel zu keinem Sieger führen kann. Obwohl die Spielregeln sehr einfach, nur 46 unterschiedliche Spielpositionen möglich und auch die Zugmöglichkeiten begrenzt sind, ist es für Anfänger sehr schwer gegen erfahrene Spieler zu gewinnen. Es wird berichtet, dass es viele Jahre dauerte, bis erstmals ein Siedler gegen einen Māori ein Spiel gewann. Das soll so gegen 1850 gewesen sein.
Gespielt wird auf einem Oktogon, einem achteckigen Stern, oder einem Kreis, in dem oktogonal die 8 Steineauflagen eingezeichnet sind. Diese Spielsteinauflagen werden Kewai genannt. In der Mitte dieses Oktogons befindet sich ein zentraler Kreis, der Putahi, der mit radialen Linien mit den acht Kewais verbunden ist. Die je vier unterschiedlich gefärbten Spielsteine, Perepere, werden einander gegenüber auf die äußeren Auflagepunkte gelegt. Diese Spielunterlage kann schnell in den Boden oder in den Sand geritzt, oder aufgezeichnet werden, als Spielsteine eignen sich je vier Gegenstände passender Größe mit deutlich unterscheidbarer Farbe, zum Beispiel Steine, Muschelschalen oder Münzen. Nur Steine, die rechts oder links nicht von eigenen Steinen umgeben sind, dürfen gezogen werden. Ein Überspringen ist nicht gestattet. Die Steine werden auf ein benachbartes freies Feld im äußeren Kreis oder in die Mitte bewegt. Ziel des Spieles ist es den Gegner so zu blockieren, dass er nicht mehr ziehen kann. Um dies zu erreichen, ist es in jedem Fall wesentlich, das Zentrum besetzt zu halten.

## Sonstiges
Die Spielauflage von Mū Tōrere entspricht weitgehend der der römisch-antiken Radmühle, doch waren – soweit bekannt – die Spielregeln dieser einfachen Mühle-Variante völlig anders.